# Phare du cap Cruz
Le phare du cap Cruz (en espagnol : Faro de Cabo Cruz) ou phare Vargas est un phare actif de la côte sud de Cuba.

## Situation
Il est situé sur le cap Cruz dans la municipalité de Niquero, et marque la pointe sud-ouest de la province de Granma. Il marque aussi la limite entre le golfe de Guacanayabo au nord et la mer des Caraïbes au sud, au bout de la route nationale 4, environ 1,5 km à l'est de la pointe du cap. Il est également à l'extrémité ouest des montagnes de la Sierra Maestra. La Jamaïque est à environ 110 km au sud.
Le phare se trouve dans le Parc national Desembarco del Granma.

## Description
Ce phare est une tour cylindrique en maçonnerie, avec une galerie et une lanterne de 32 m de haut sur un quartier de gardiens d'un étage. La tour est en pierre blanche.
Il émet un éclat blanc toutes les 5 secondes, à une hauteur focale de 34 m. Sa portée est de 22 milles nautiques (environ 41 km).
Identifiant : ARLHS : CUB-016 ; CU-0679 - Amirauté : J5054 - NGA : 110-13173.

## Histoire

### Construction
Le phare est construit par le Corps des Ingénieurs Civils des Travaux Publics (Cuerpo de Ingenieros Civiles de Obras Públicas). La première pierre du phare est posée le 31 janvier 1859 et il est achevé en 1861. Il est inauguré le 5 mai 1871, bien que les installations propres à un phare ne soient pas terminées. En mars 1862 commence la construction des logements pour le gardien du phare et pour la garnison du poste militaire. Mais ce début d'année 1862 est marqué par des conflits avec les travailleurs car le paiement des salaires se fait trop attendre. Les travaux sont suspendus et le Département des travaux publics d'Oriente décide à la fin août de cesser entièrement les travaux faute de fonds pour les poursuivre.
Suivent quatre années d'abandon et de détérioration. Les travaux de construction reprennent finalement en 1866. En 1867 et 1868, les travaux portent sur la construction de la maison du gardien de phare. Puis ils sont interrompus de nouveau fin 1868, cette fois par crainte d'une attaque des troupes insurgées. La maison du gardien est enfin achevée en 1871.
Il est nommé Faro Vargas, du nom du brigadier Carlos de Vargas Machuca, à l'époque gouverneur civil de la province d'Oriente (en).
Curiosités
Un document d'août 1859 donne la liste des matériaux acquis pour la construction du phare, signé par Juan Cristóbal Nápoles Fajardo (es) (dit el Cucalambé). Ce poète cubain et indépendantiste convaincu figure dans les archives comme payeur des travaux publics de Santiago de Cuba et garde d'entrepôt, charge qu'il avait accepté du gouvernement espagnol à cause de sa situation économique personnelle précaire. Il a donc participé à la construction du phare.
Carlos Manuel de Céspedes del Castillo, autre figure notable, est également enregistré dans les archives relatives à la construction du phare.

### XIXesiècle
Les lumières du phare guident les expéditions indépendantistes de 1868 et 1895.

### XXesiècle
À partir de 1944, l'installation passe sous la juridiction de la Marine de guerre cubaine qui y installe une garnison.

### Débarquement de 1956
C'est dans cette région que Fidel Castro et ses hommes débarquent en 1956, venant du Mexique sur le Granma. La veille du débarquement, le 2 décembre 1956, le timonier de l'embarcation Roberto Roque tombe à l'eau, cherchant précisément le point lumineux donnant son emplacement sur la côte sud cubaine. 

La garnison du phare est renforcée après ce débarquement.

### Post-révolution
En 1966, l'administration du phare passe sous contrôle civil.
À la fin des années 1980, il est décidé de restaurer la Casa del Farero et de la transformer en Centre des visiteurs du parc national Desembarco del Granma. Inauguré le 9 mars 1990 pour des fonctions scientifiques, culturelles et récréatives, il inclut des salles d'exposition d'archéologie, de vidéo et le site est transformé en une attraction touristique.

## Monument historique
Le phare est déclaré « Monument Local de Cuba » le 30 décembre 1991 par la Comisión Nacional de Monumentos.